# ستريتفورد وأورمستون (دائرة انتخابية في المملكة المتحدة)
ستريتفورد وأورمستون (بالإنجليزية: Stretford and Urmston)‏ هي إحدى الدوائر الانتخابية في المملكة المتحدة الممثلة في مجلس العموم في برلمان المملكة المتحدة.
عضو البرلمان الذي يمثلها حالياً هو :Rt Hon Beverley Hughes (Lab).